# Madridanos

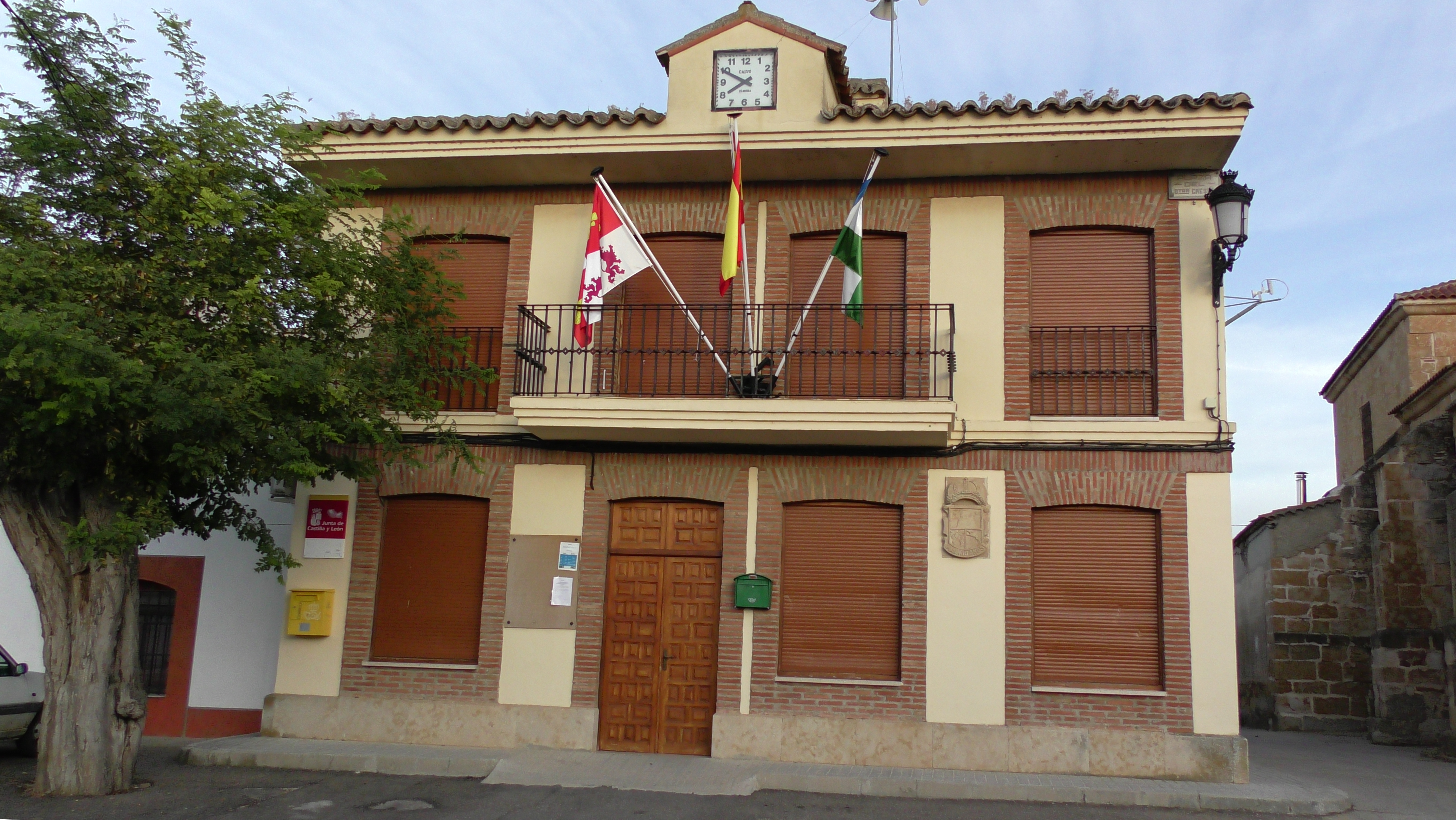
Casa consistorial

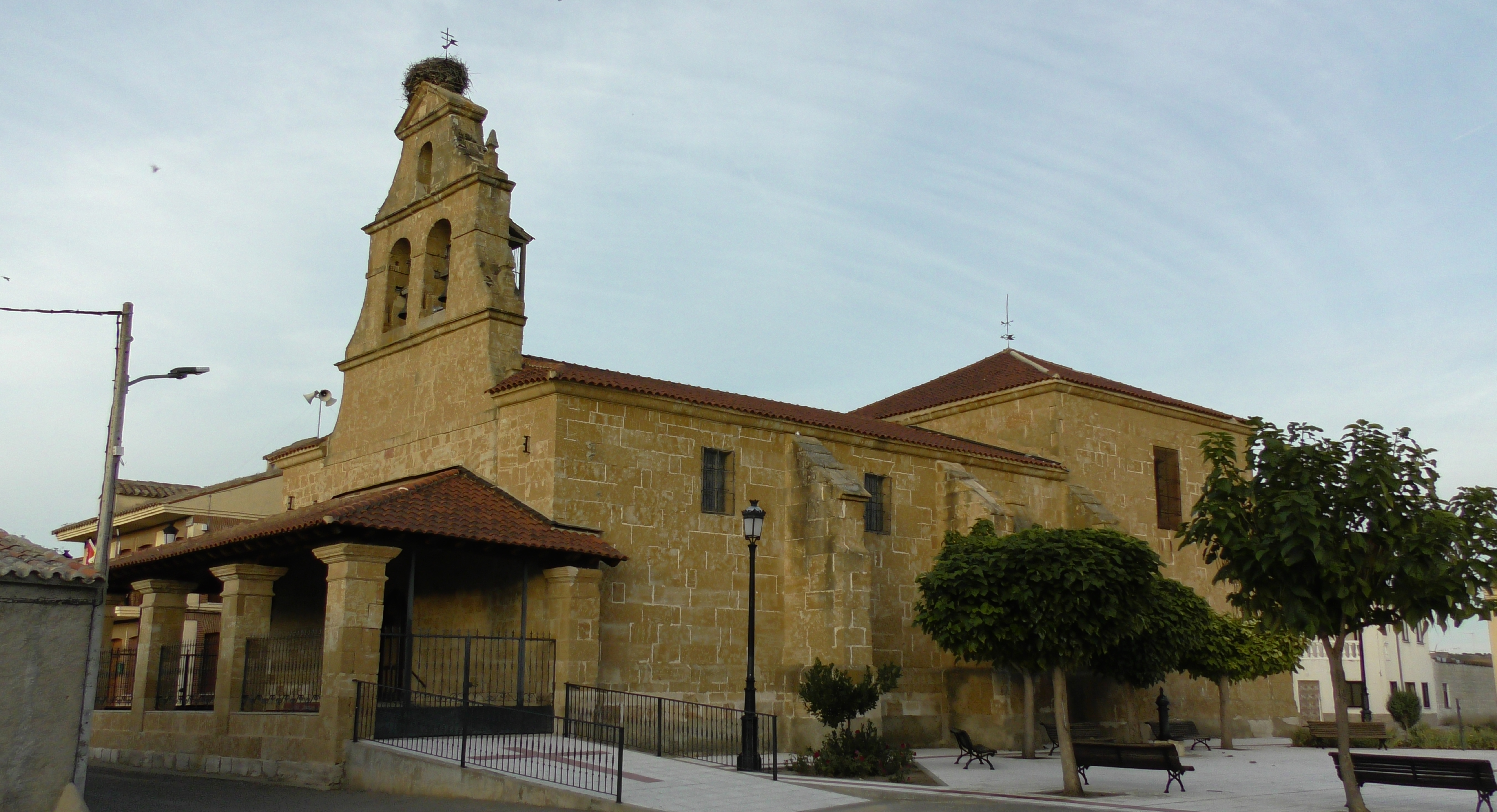
Iglesia parroquial

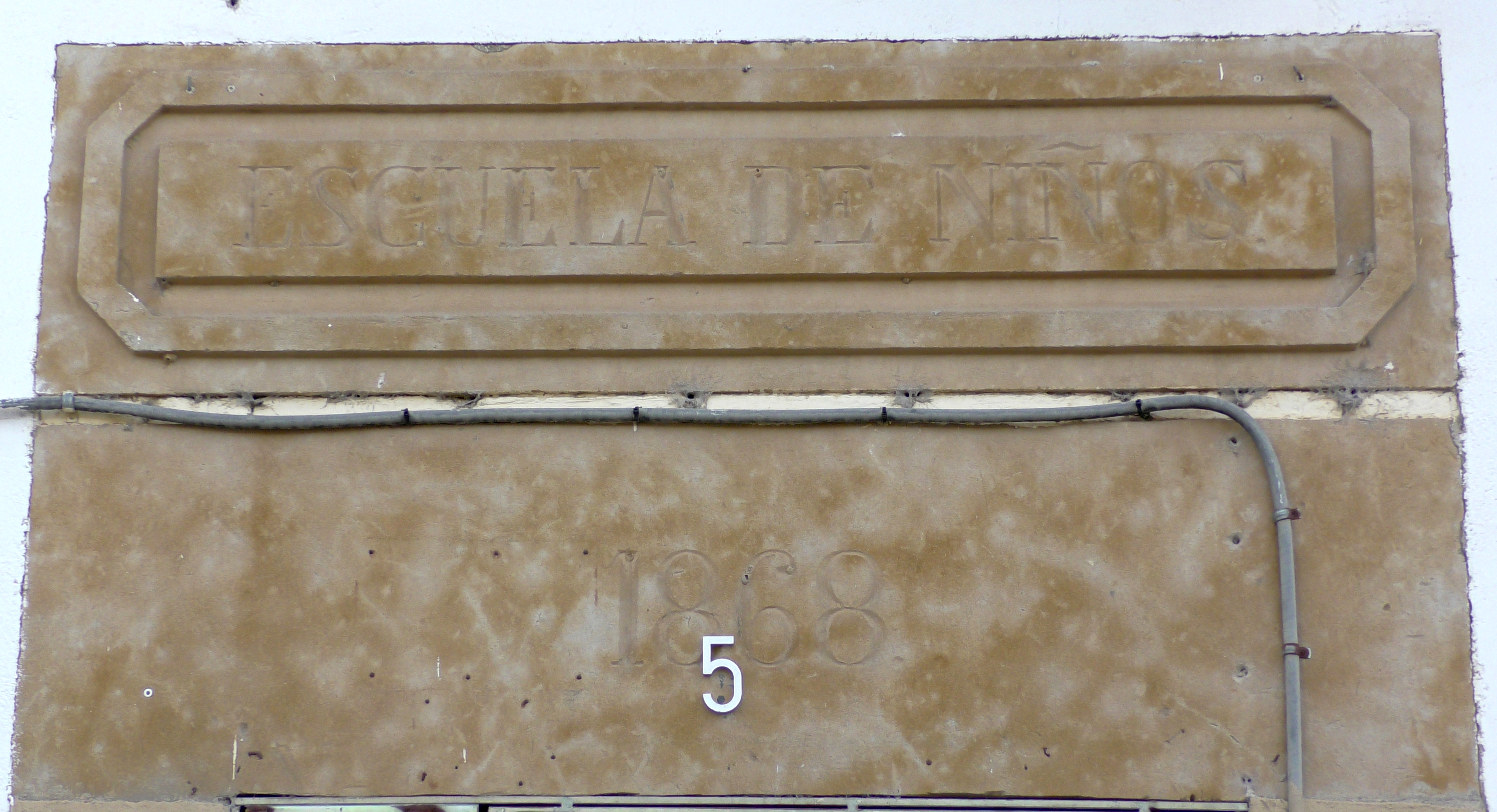
Escuela de niños 1868. Actualmente se encuentra allí la farmacia del pueblo

Madridanos es un municipio y localidad de España en la provincia de Zamora, comunidad autónoma de Castilla y León, y forma parte de la comarca de la Tierra del Vino. Cuenta con el anejo de Bamba.

## Topónimo
Su nombre, que ha sido objeto de autorizados estudios, podría derivar del asentamiento en su territorio de mozárabes provenientes de Madrid en el año 932, tras la destrucción de las murallas de la ciudad castellana por Ramiro II de León, si no es incluso anterior. La ocupación definitiva de Madrid no se produjo hasta 1082, pero la fundación de Madridanos es sin duda más temprana.

## Localización
Limita al norte con Villalazán, al sur con Sanzoles, al este con Toro, y al oeste con Moraleja del Vino y Villaralbo.
En su término se encuentra la finca experimental  "Madridanos", en la que la Diputación de Zamora está desarrollando, desde 2012, un proyecto experimental sobre agricultura ecológica y se mantienen tres núcleos de conservación de razas autóctonas. Esta finca da continuidad al proyecto que ya se estaba desarrollando en la finca de "La Aldehuela", desde 1992, por la Diputación provincial. El "Núcleo de Conservación de Ganadería" de esta finca, está centrado en las tres razas autóctonas de la provincia de Zamora (vacuno de raza Alistana-Sanabresa, vacuno de raza Sayaguesa, y asnal de raza Zamorano-Leonesa), con lo que se intenta paliar la situación de peligro de extinción de este importante patrimonio genético, etnográfico y ambiental zamorano.

## Historia
Los orígenes del poblamiento humano en el término de Madridanos se sitúan en la Edad del Hierro, al acoger el término municipal la zona arqueológica del castro del Viso, ubicada en el entorno del anejo de Bamba.
Durante la Edad Media, la localidad quedó integrada en el Reino de León, siendo repoblada con gentes procedentes de Madrid, que habrían llegado con las huestes de Ramiro II de León tras la toma de dicha ciudad por este monarca leonés en el siglo X.
Posteriormente, en la Edad Moderna, Madridanos formó parte del Partido del Vino de la provincia de Zamora, tal y como reflejaba en 1773 Tomás López en Mapa de la Provincia de Zamora. Así, al reestructurarse las provincias y crearse las actuales en 1833, la localidad se mantuvo en la provincia zamorana, dentro de la Región Leonesa, integrándose en 1834 en el partido judicial de Zamora.

## Geografía humana

### Demografía
Cuenta con una población de 453 habitantes (INE 2024).
| Gráfica de evolución demográfica de Madridanos entre 1842 y 2021 |
| |
| Población de derecho según los censos de población del INE Población de hecho según los censos de población del INEEntre el censo de 1857 y el anterior, crece el término del municipio porque incorpora a 495011 (Bamba). |

### Transportes
Atraviesa el municipio la carretera local ZA-V-2104 que lo une en dirección norte con Villalazán y en dirección suroeste con Moraleja del Vino, desde donde se coge la carretera provincial ZA-610 que une con Zamora, la capital de la provincia, situada a unos 16 km. Esta carretera permite enlazar además con la carretera nacional N-630 que une Gijón con Sevilla así como a la autovía Ruta de la Plata, de igual recorrido que la anterior y que constituye el principal eje de transportes del oeste del país. Existe además una carretera local que conecta con Bamba, pedanía municipal. 
En cuanto al transporte público se refiere, tras el cierre del Ferrocarril Ruta de la Plata, que pasaba por el vecino municipio de Morales del Vino y tenía parada en el mismo, no existen servicios de tren en el municipio ni en los vecinos, ni tampoco línea regular con servicio de autobús, siendo las estaciones más cercanas las de Zamora capital. Por otro lado el aeropuerto de Salamanca es el más cercano, estando a unos 84 km de distancia.

## Patrimonio
La iglesia parroquial de San Esteban es su principal monumento. De sólido aspecto, con crucero y reconstruida sobre una anterior, aloja un crucifijo del XVI y una imagen de San Roque del mismo siglo. Tiene un altar mayor con San Joaquín y Santa Ana, y otro con San Atilano y San Ildefonso. En otro altar lateral está San Antonio Abad y Santa Águeda, junto a un San Antonio de Padua del XVIII. El retablo mayor es barroco del XVIII, y hay otro lateral con San Isidro y Santa Teresa de Jesús.
El Ayuntamiento es de reciente construcción, aunque en el casco urbano del pueblo se pueden encontrar también Casas Señoriales construidas en piedra, y restos de lo que fue la arquitectura tradicional, con modestos pero bonitos enrejados, así como detalles de forja.

### Castro del Viso
El término municipal incluye junto al anejo de Bamba la zona arqueológica del castro del Viso, incoado como Bien de Interés Cultural en 1980, y declarado como tal en 2013.
El yacimiento «Cuesta del Viso» en Bamba, ubicado en un imponente cerro sobre el que domina la margen izquierda del Duero en la comarca de la Tierra del Vino, constituye un lugar emblemático y referente en el estudio de la protohistoria zamorana. Se trata de un típico asentamiento en altura que ha sido ocupado por el hombre a lo largo de la historia, desde la Primera Edad del Hierro hasta época bajomedieval, como lugar funerario asociado con la ermita de Nuestra Señora del Viso.

## Gastronomía
La gastronomía local gira en torno a las legumbres, las verduras y los productos de matanza -como embutidos, morcilla o tocino-, que confluyen con el tradicional cocido, alubias con chorizo y carnes a la brasa. Los huertos particulares siguen suministrando el consumo particular con productos de excelente calidad.

## Fiestas
Las fiestas principales son las de San Esteban, celebradas en la primera semana del mes de agosto.
También celebran la Romería de la Virgen del Aviso, en la iglesia de Bamba, y se mantienen tradiciones como la de plantar el mayo -por parte de los quintos- o celebraciones de águedas en febrero.